# 皮膚外用療法
皮膚外用療法（ひふがいようりょうほう）は、皮膚に軟膏・クリームを塗布するなど、皮膚科学において基本となる治療法のことである。

## 外用剤の種類
- 軟膏
- 軟膏剤（オイントメント、クリーム、ローション）
- スプレー
- 泥膏（パスタ）
- 糊膏（リニメント）
- 硬膏（テープ剤を含む）
- 油脂
- 粉末剤

## 外用方法の種類
単純塗布法
最も使われる方法。外用剤を手に取り、患部に塗るという単純な方法である。
重層療法
外用剤を単純に塗布した上からガーゼやリント布を載せ、その上から再度、外用剤を塗布する方法である。また親水性外用剤を塗布した上から、疎水性外用剤で覆う方法もある。
密封療法（ODT療法）
外用剤を塗布した後、フィルムドレッシング材などで覆ってしまう方法である。
湿潤療法
外用剤を塗布したのち、皮膚の適切な湿潤環境を維持しながら、余計な浸出液などをドレッシング材を通過して排出する治療法。外傷・びらん・潰瘍・褥瘡・熱傷などで用いられる。

## 薬効成分による種類
- ステロイド外用薬
- 非ステロイド外用薬
- タクロリムス外用薬（アトピー性皮膚炎用）
- 抗菌外用薬
- ビタミンD3外用薬
- 皮膚潰瘍治療外用薬
- 止痒含有外用薬
- 光線治療外用薬
- 保湿剤
- 発泡薬